# ペンドリーノ

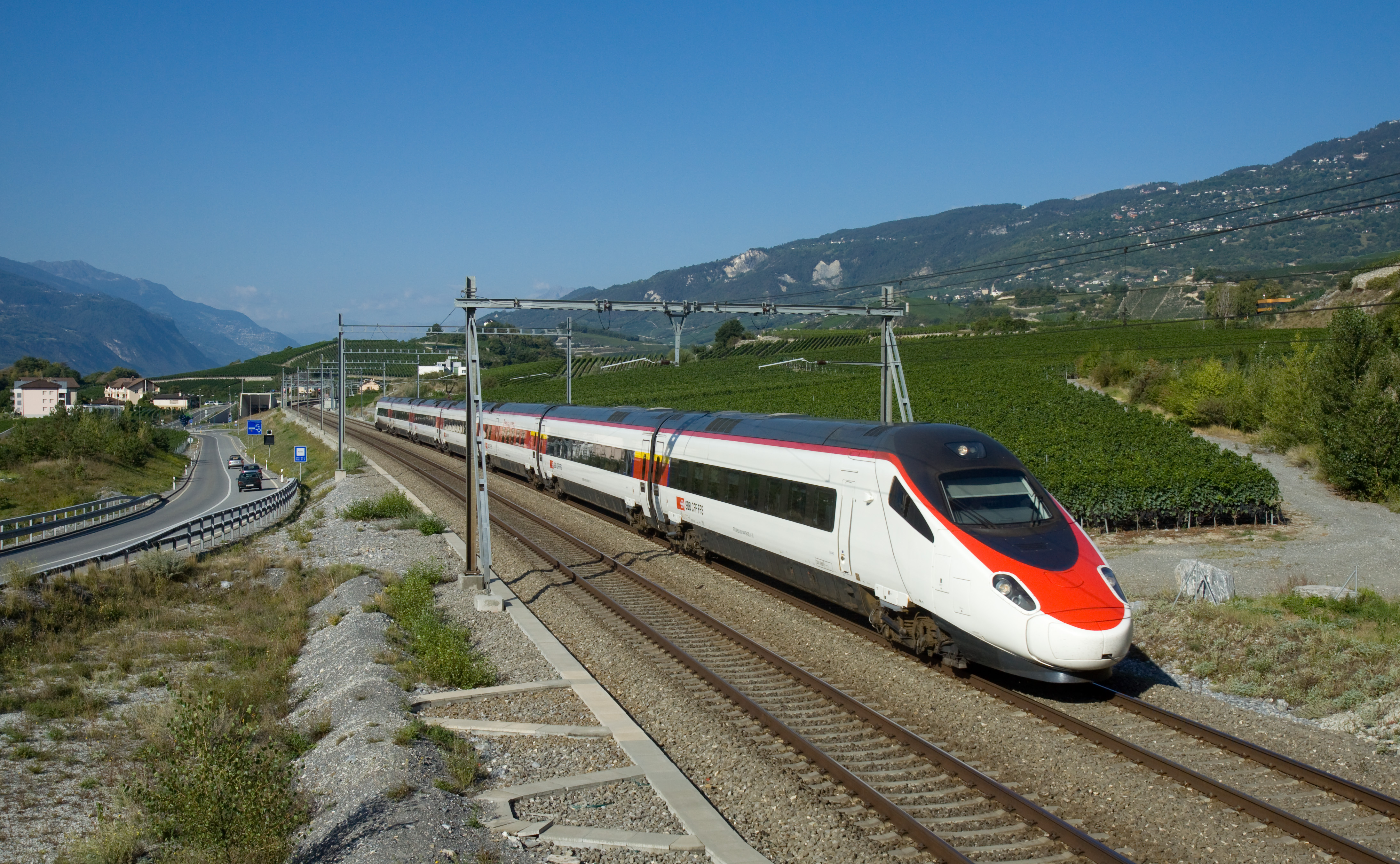
ジュネーヴ発ヴェネツィア行のユーロシティとして運用されるETR610

ペンドリーノ（イタリア語: Pendolino）とは、イタリアのフィアットの鉄道車輌部門であったフィアット・フェロヴィアリア 
によって開発された車体傾斜式電車である。

呼称はイタリア語で「振り子」を意味する「pendolo（ペンドロ）」に由来する。

## 概要
イタリアは山岳国であるため線形の悪い線区が多く、古くから車体傾斜式車両の開発に熱心であった。1957年と1967年には車体傾斜式車両の試作車2種類が製作され、1971年には、後のペンドリーノの原型となる試作車Y-0160がフィアット・フェロヴィアリアによって完成した。
フィアット・フェロヴィアリアの元からの技術に加え、イギリス国鉄（当時）が1970年代に開発したAPTの370形の技術も購入して、1975年には初めての営業用車両であるETR401が完成した。
イタリアではフィレンツェ - ローマ高速線の一部が1977年に欧州初の高速鉄道として開業し、250 km/h運転を実現したが、その後の整備でフランス・西ドイツ（当時）に後れを取り、同線は1992年になるまで全通しなかった。従来区間のスピードアップのために不可欠である曲線通過速度の向上のため車体傾斜式となっているが、その方式は日本で実用化された台車の揺れ枕に組み込んだコロ装置による自然振り子方式ではなく、油圧シリンダーで車体そのものを8°前後傾斜させる強制車体傾斜式である。また、国内の高速新線（ディレッティシマ、Direttissima）では最高速度250 km/hでの走行も可能で、イタリア国内に一大ネットワークを構築した。
高速新線でない在来線でも安価に高速化を実現できるため、イタリア以外にも高速新線を建設するほどの需要や経済力がない国を中心として多くの国に輸出され、在来鉄道の高速化に大きく貢献している。現在はかつて370形が試験走行したイギリスの西海岸本線にもペンドリーノの技術を採用した390形「ペンドリーノ・ブリタニコ」が導入されている。

## イタリア
- ETR450 ： 1988年に営業投入された初の車体傾斜車両。9両編成の動力分散式（電車）で、直流専用。
- ETR460 ： 1994年に登場した第2世代。ETR450同様に、9両編成の動力分散式で直流専用電車だが、電動車の比率が減り、車体の幅が広くなり、定員も増加した。デザインはジョルジェット・ジウジアーロによる。
- ETR470（CIS：Cisalpino） ： 1996年に登場。イタリア国内からスイス・ドイツへ乗り入れするチザルピーノに運用され、アルプス越えに対応するETR460の派生型で、交直流電車。当初は各国の国鉄またはその民営化された鉄道会社ではなく、チザルピーノ社(CIS)が保有していたが、現在ではスイス、イタリア両国での保有となっている。このほか、塗装もETR450・460・480の赤と白を基調とするものではなく、白と青を基調とする別のもので、在来線のみでの運用が前提のため、最高速度も200km/hに抑えられている。
- ETR480 ： フランスへの乗り入れのためにETR460を交直流対応とした形式。ETR470とは異なり、高速新線を走行することが前提の車両。ETR460と外観の違いはほとんどない。
- ETR600 ： イタリア国内専用の第4世代ペンドリーノ。直流3000Vと交流25kV50Hzに対応。信号システムはERTMS（欧州共通信号システム）とSCMT（イタリア国内の信号システム）に対応。7両編成で最高速度250km/h。供食設備はビストロ車。
- ETR610 ： チザルピーノ社向けの第4世代ペンドリーノ。直流3000Vと交流25kV50Hzのほか、スイス・ドイツ・オーストリアに直通するため、交流15kV 16.7Hzにも対応。信号システムはERTMS・SCMTのほか、スイスZUB・SIGNUMとドイツLZB・PZBに対応。7両編成で最高速度250km/h。オーストリア直通の準備工事も行われている。供食設備は食堂車（18席）。

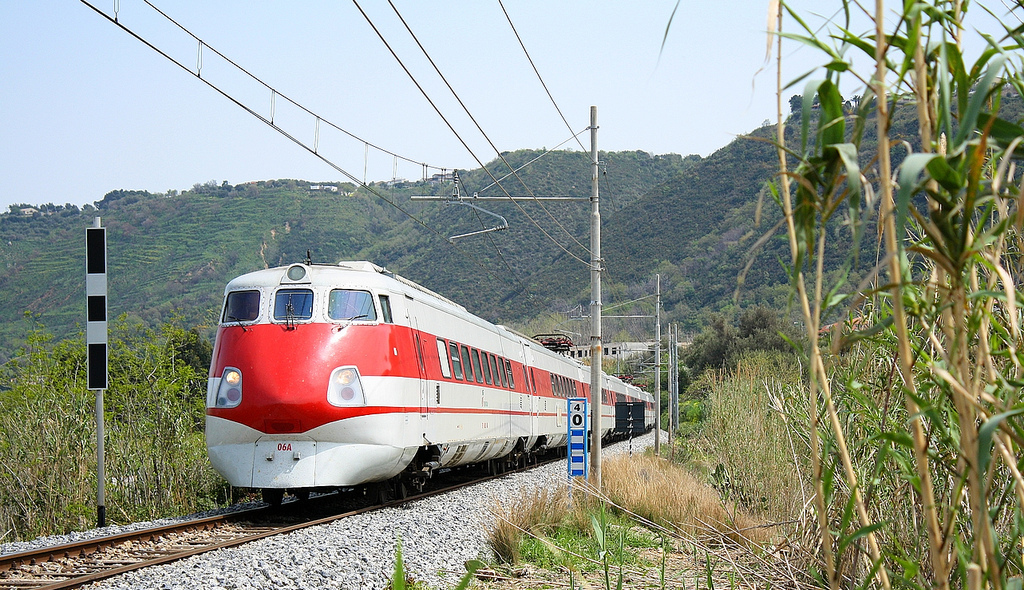
ETR450
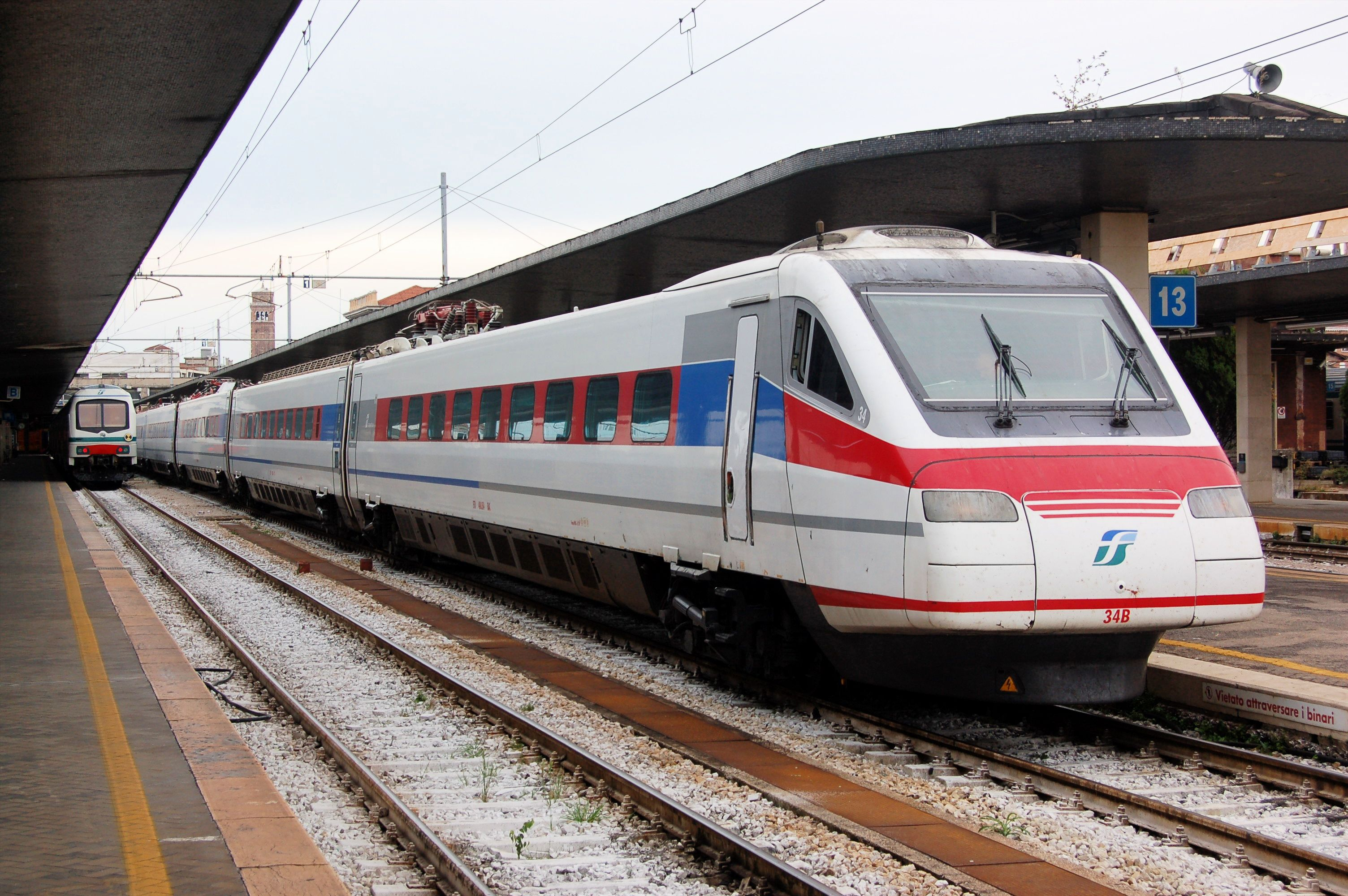
ETR460
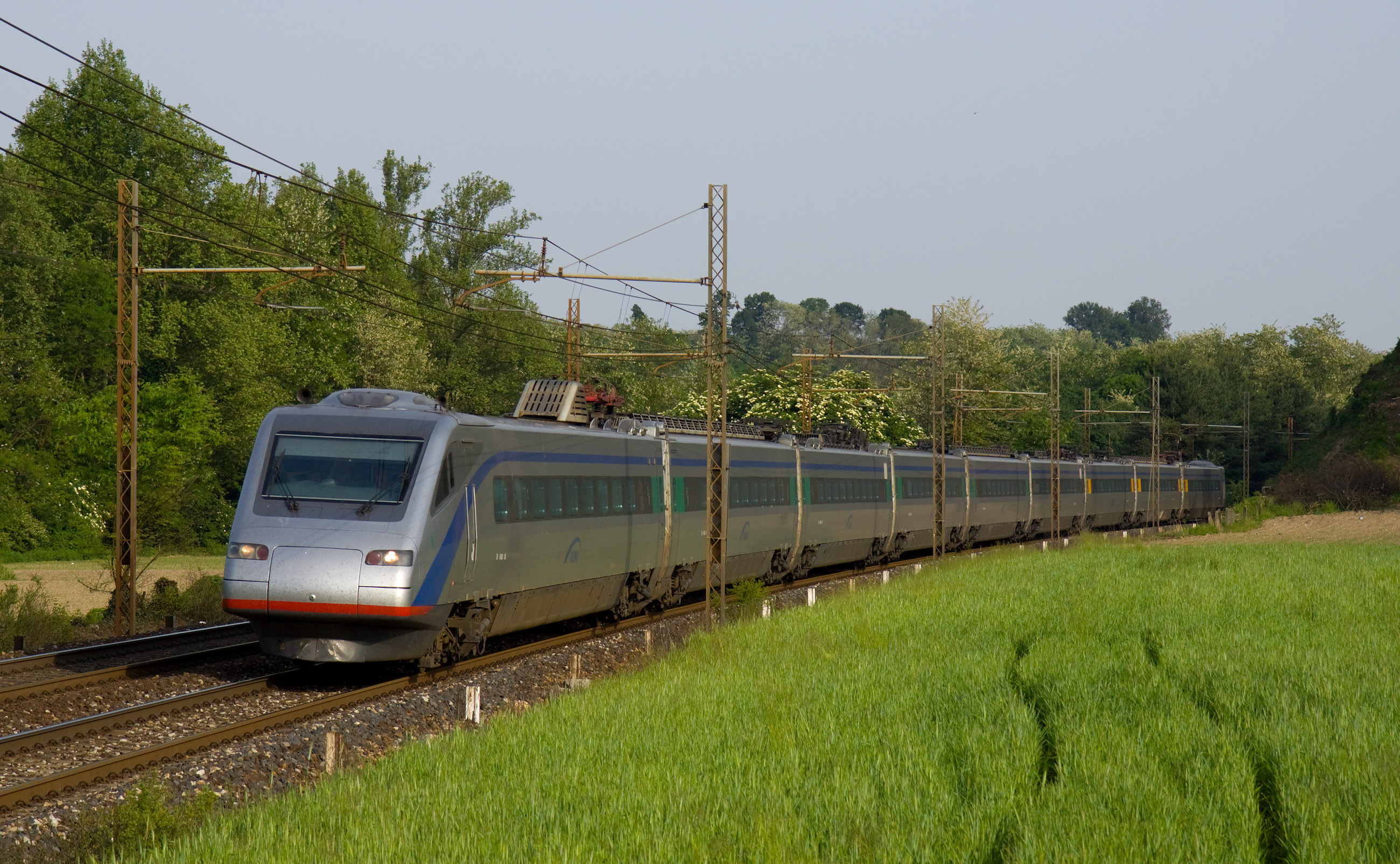
ETR470
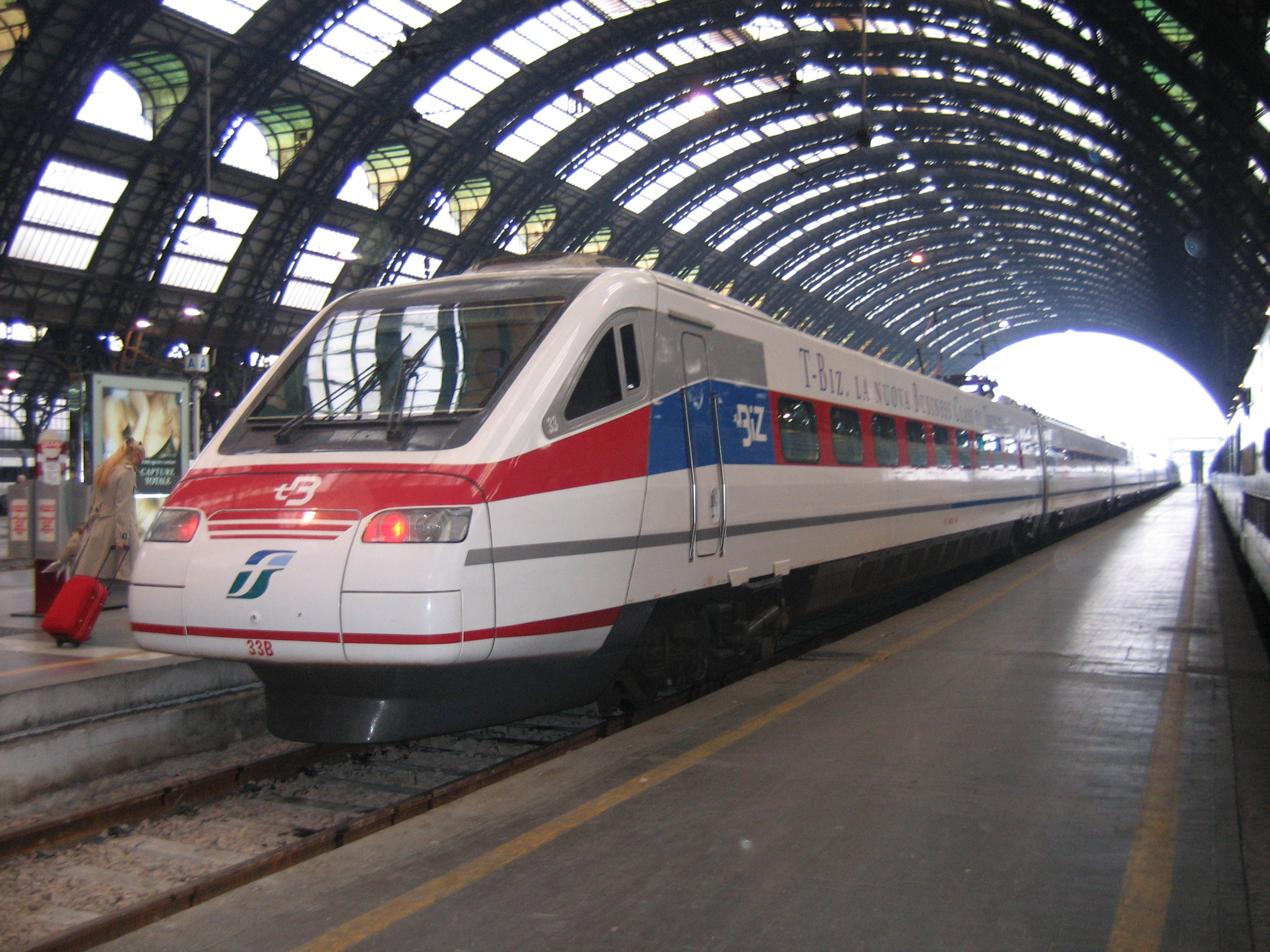
ETR480
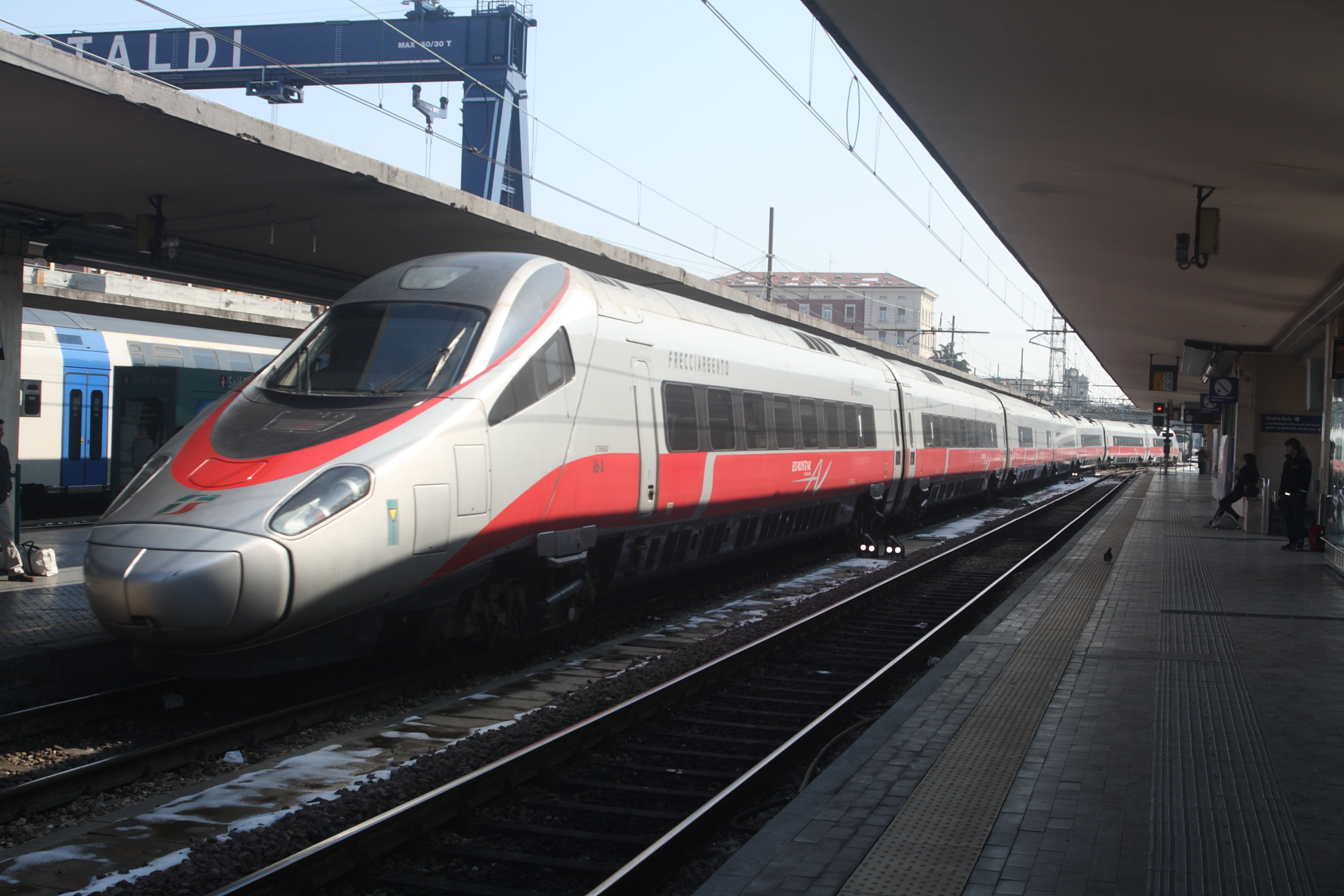
ETR600

## イタリア国外への輸出

### ドイツ
- 610形気動車 ： ドイツ連邦鉄道がニュルンベルク・ホーフ間の山間路線向けに計画し、1992年に運行開始。台車を含めた強制振子システムをフィアットが供給し、愛称も元祖と同じ「ペンドリーノ」となった。2014年12月のダイヤ改正時に定期運行から引退。
- ICE T ： ペンドリーノの車体傾斜システムを採用した高速電車で、7輌編成の411形と5両編成の415形の二種類がある。なお、ICT Tに類似するICE TD高速気動車も存在するが、そちらの車体傾斜システムはシーメンスが開発したものであるため、厳密にはペンドリーノではない。

### フィンランド
- S220（Sm3）： 1995年、ETR460をベースにフィンランド国鉄(VR)で採用された形式。軌間が1524mmで交流車。首都ヘルシンキと国内主要都市トゥルク、タンペレ等を結んでいる。
- Sm6 ： 2010年より「カレリアントレインズ」社（Karelian Trains）が、ヘルシンキとサンクトペテルブルクを結ぶ国際列車に運用している。フィンランドの軌間1,524mm・交流25kV50Hzとロシアの軌間1,520mm・直流3kVとに対応する交直流車である。先頭形状がベースとなったETR600・ETR610とは異なり、ETR460などに近い形状となっている。

### ポルトガル
- ETR480 アルファ・ペンドゥラール ： ポルトガル国鉄(CP)用。軌間1668mm。1998年よりリスボンとポルトを結ぶ。

### スペイン
- 490形（レンフェ）： 1999年、スペイン国鉄(RENFE)用で、ETR460ベースの車両。軌間はスペイン広軌の1668mm。マドリードとバレンシアを結ぶ列車に使われている。

### スロベニア
- 310形（スロベニア国鉄）： 2000年、スロベニア国鉄のICS（Intercity Slovenija）用に投入された。2008年4月まではイタリアのヴェネツィアまでユーロシティとして直通していた。

### イギリス
- 390形（ヴァージン・トレインズ→アヴァンティ・ウェスト・コースト）： 分割民営化された英国鉄道網の一部を担当するヴァージン・トレインズ社が2002年にロンドンとイングランド北部やスコットランドを高速輸送すべくアルストム社から導入。最高速度225km/hの営業運転を目指している。2019年には運営権者の交代によりアヴァンティ・ウェスト・コーストに引き継がれた。

### チェコ
- 680形（チェコ鉄道）： 2005年よりチェコ鉄道がプラハ・オストラバ間で営業運転を開始した。プラハとウイーン間、プラハとオストラヴァ間などでSC（スーパーシティ）として運転されている。

### ポーランド
- ED250（ポーランド国鉄）： 2014年から運行を開始したインターシティ用の車両でETR610がベースとなっている。

### 中華人民共和国
- CRH5（中国国家鉄路集団）：中国国鉄第6次在来線スピードアップのために、フランスのTGVを製造したアルストム社と提携して導入した高速鉄道車両である。最高営業速度250km/h。

### 今後の予定など
その他、ルーマニアでの導入の動きがある。必ずしも高速新線を必要とせずに、安価に高速化が図れることから、今後も勢力を拡大するものと思われる。